# Jefferson megye (Indiana)
Jefferson megye az Amerikai Egyesült Államokban, azon belül Indiana államban található. Megyeszékhelye és legnagyobb városa Madison. Lakosainak száma 33 147 fő (2020. április 1.). Jefferson megye Ripley, Switzerland, Carroll, Trimble, Clark, Scott és Jennings megyékkel határos.

## Népesség
A megye népességének változása:
| Lakosok száma | 32 425 | 32 314 | 32 489 | 32 458 | 32 416 | 33 147 |
|               | 2010   | 2011   | 2012   | 2013   | 2015   | 2020   |